# Campiglossa quadriguttata
Campiglossa quadriguttata är en tvåvingeart som först beskrevs av Friedrich Georg Hendel 1927.  Campiglossa quadriguttata ingår i släktet Campiglossa och familjen borrflugor. Inga underarter finns listade.